# Richard Weston, I conte di Portland

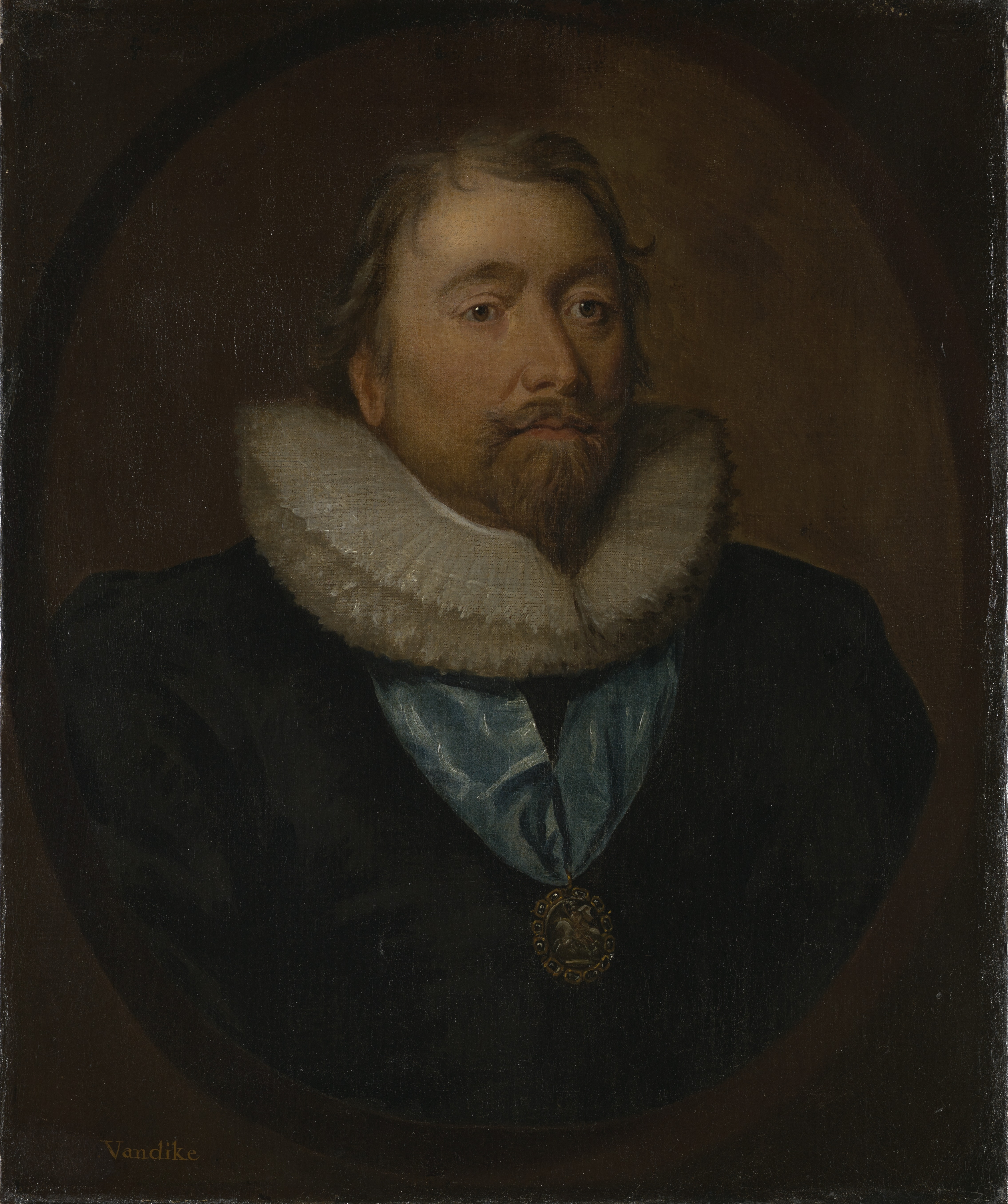
Richard Weston, conte di Portland

Richard Weston (1º marzo 1577 – 13 marzo 1634/1635) è stato un politico britannico, Cancelliere dello Scacchiere e Lord Tesoriere d'Inghilterra sotto i regni di Giacomo I e Carlo I.

## Biografia
Richard era figlio di Sir Hierome Weston, Alto Sceriffo di Essex e di sua moglie Mary Cave. Nacque nel 1577 e studiò presso il Middle Temple. Fu un membro del Parlamento dal 1601 al 1626.
Durante il regno di Giacomo I svolse la funzione di ambasciatore presso le corti di Boemia, di Spagna e di Bruxelles. Si batté per la restituzione del Palatinato. Nel 1621 fu nominato Cancelliere dello Scacchiere, carica che tenne sino all'ascesa di Carlo I d'Inghilterra. Fu un abile politico ed attuò riforme necessarie per il paese ma impopolari. Fu amichevole verso la Chiesa cattolica e forse privatamente un cattolico. Non provò simpatia nemmeno per la regina Enrichetta Maria, principessa francese appartenente alla famiglia Borbone. Si oppose alle guerre contro Spagna e Francia, ma si impegnò comunque per raccogliere fondi per il sovrano.
Il 13 aprile 1628 fu innalzato a pari del regno, essendo stato nominato barone di Neyland. In seguito fu nominato Lord tesoriere ed entrò a far parte dell'Ordine della Giarrettiera. Durante questo periodo convinse il re a stipulare la pace con le potenze spagnola e francese, avviando il Governo Personale di Carlo I verso un periodo di pace e benessere.
Il 17 febbraio 1633 fu creato conte di Portland. Lord Portland si sposò due volte. Alla sua morte fu sostituito dal suo secondo figlio, Jerome.